# Curt Allingbjerg
Curt Jørgen Allingbjerg (født 16. marts 1928, død 7. juli 2018 i Holte) var forstander på Dansk Sløjdlærerskole og senere studielektor.
Allingbjerg blev student i 1946 og tog lærereksamen i 1952 fra Blågård Seminarium, og året efter tog han sløjdlærereksamen fra Dansk Sløjdlærerskole.
Han arbejdede som lærer ved Københavns kommunes skolevæsen, og i perioden 1955-1966 bijobbede han som kursuslærer på sløjdlærerskolen.
Allingbjerg blev udnævnt til forstander for Dansk Sløjdlærerskole per 1. oktober 1966. I forbindelse med at skolens undervisning blev helårlig, kunne statens sløjdinspektør ikke fortsat være sløjdskoleforstander også, da omfanget var vokset til »mere end to menneskers arbejde«, som Keld Pedersen udtrykte det; han var den tidligere forstander, der nu fortsatte i kun én stilling, nemlig som sløjdinspektør.
Efter 11 år på forstanderposten valgte Curt Allingbjerg at blive sløjdlærer på Københavns Dag- og Aftenseminarium fra 1977, og han tog linjeuddannelse i metalsløjd. Per 1. august 1982 blev han udnævnt til studielektor i sløjd (dvs. ministeriets konsulent for seminarieundervisning).
Han var bestyrelsesmedlem i Dansk Skolesløjds Forlag 1996-2003.
Allingbjerg har også interesseret sig for sløjdens historie, og han er forfatter til den eneste egentlige historiebog om sløjd, som blev udgivet i 100-året for Aksel Mikkelsens første sløjdskole for børn i Næstved 1883.
Som pensionist var Curt Allingbjerg sammen med hustruen Lillian aktiv bridgespiller hos det konservative folkeparti. Parret har i mange år boet i Holte.